# Досон (округ, Джорджия)
До́сон (англ. Dawson County) — округ штата Джорджия, США. Население округа на 2000 год составляло 15999 человек. Административный центр округа — город Досонвилл.

## История
Округ Досон основан в 1857 году.

## География
Округ занимает площадь 546.5 км2.

## Демография
Согласно Бюро переписи населения США, в округе Досон в 2000 году проживало 15999 человек. Плотность населения составляла 29.3 человек на квадратный километр.